# Cantherhines tiki
Cantherhines tiki és una espècie de peix de la família dels monacàntids i de l'ordre dels tetraodontiformes.

## Morfologia
- Els mascles poden assolir 13,4 cm de longitud total.[3][4]

## Hàbitat
És un peix marí, de clima tropical i demersal.

## Distribució geogràfica
Es troba a l'illa de Pasqua.

## Observacions
És inofensiu per als humans.